# Вальверде (провінція Павія)
Вальверде (італ. Valverde) — муніципалітет в Італії, у регіоні Ломбардія,  провінція Павія.
Вальверде розташоване на відстані близько 430 км на північний захід від Рима, 70 км на південь від Мілана, 36 км на південь від Павії.
Населення — 296 осіб (2014).

## Демографія
Населення за роками:

Станом на 31 грудня 2014 року в муніципалітеті офіційно проживало 13 іноземців з 5 країн, серед них 11 громадян країн Євросоюзу.

## Сусідні муніципалітети
- Руїно
- Валь-ді-Ніцца
- Варці
- Цаваттарелло